# Огастес Чарльз Ньюмен
Огастес Чарльз Ньюмен (англ. Augustus Charles Newman; нар. 19 серпня 1904, Чігвелл — пом. 26 квітня 1972, Сендвіч) — британський офіцер, підполковник британської армії часів Другої світової війни. Кавалер Хреста Вікторії, удостоєний найвищої відзнаки за проявлений героїзм та мужність при проведенні операції «Колісниця».
Огастес Чарльз Ньюмен здобув освіту в школі Бенкрофта в Ессексі. Закінчивши школу, він розпочав трудову діяльність у фірмі підрядників цивільного будівництва та громадських робіт. У 1925 році був направлений до Територіальної армії за сумісництвом, дослужившись до звання майора до 1939 року.
28 березня 1942 року під час рейду спеціальних сил союзників на французький порт Сен-Назер, підполковник Ессексського полку британської армії Ньюман керував військовими силами у складі 2-го загону командос. Офіцер був одним із перших, хто висадився на ворожий берег, очолюючи своїх підлеглих і керуючи операцією, попри небезпечну обстановку під час висадки десанту. Під його натхненним керівництвом війська воювали чудово й стримували значно переважаючих ворогів, доки підривники не виконали свою роботу. Після цього Ньюмен спробував пробитися на відкриту місцевість, і лише коли всі боєприпаси були вичерпані, він та його люди були розгромлені та потрапили в німецький полон, де Ньюмен перебував до кінця війни. За мужний вчинок та вміле керівництво підпорядокованими силами при проведенні спеціальної операції підполковник Огастес Ньюмен був нагороджений Хрестом Вікторії (VC), найвищою нагородою Британської імперії за мужність на полі бою.
Після війни Ньюмен продовжив службу в лавах Спеціальної повітряної служби. 1 жовтня 1959 року отримав звання майора Корпусу штабних інженерів і залізничників британської армії. В подальшому був заступником лорда-лейтенанта Ессекса. В даний час його Хрест Вікторії зберігається в Імперському воєнному музеї Лондона, в галереї Лорда Ешкрофта.